# Departamento Figueroa
Figueroa es un departamento en la Provincia de Santiago del Estero (Argentina).

## Superficie y límites
El departamento tiene 6.695 km² y limita al norte con el departamento Alberdi, al noroeste con el departamento Jiménez, al este con el departamento Moreno, al sur con los departamentos de Felipe Ibarra, Sarmiento y Robles y al oeste con el departamento Banda.
La ley provincial N° 353, que fue sancionada el 11 de noviembre de 1911, dividió el territorio de la provincia en departamentos, estableciendo los siguientes límites para el Departamento Figueroa:

Se constituye del actual Departamento Figueroa aumentado con la parte del Departamento Robles que se encuentra al Nordeste de la vía férrea Central Norte y disminuido en la pequeña en la pequeña porción que se halla al Sudoeste de la referida vía férrea. Sus límites permanecen sin alteración excepto el del Sudoeste que será la vía férrea central Norte desde la confluencia de los límites divisorios entre La Banda y Figueroa hasta en frente del lugar denominado Cara en la margen derecha del Río Salado; y en la parte Norte en la que se le agrega la porción del actual Departamento Copo primero desde Soledad (exclusive) al sur.
 La estación Cañada es la Capital del Departamento.

## Historia
El departamento fue creado en 1881 con territorios pertenecientes al entonces llamado departamento Matará, hoy denominado Juan Felipe Ibarra.

## Distritos
La ley provincial que fue sancionada el 3 de agosto de 1887 dividió el territorio del entonces Departamento Matará en tres secciones: 28 de marzo, Matará y Figueroa, que luego dieron lugar a los departamentos General Taboada, Juan Felipe Ibarra y Figueroa, respectivamente. La Sección Figueroa comprendía los distritos de: Figueroa, Maravilla, Candelaria, Brea, Quimilioj, Puestos, San Antonio, Ramada, Canteros, Laguna. La asignación de localidades a cada distrito fue asignada al Poder Ejecutivo.
La ley provincial N° 260, que fue sancionada el 19 de agosto de 1910, dividió el territorio del departamento en dos secciones, cada una dividida entre los siguientes distritos:
Primera sección
- Figueroa
- Candelaria
- Maravilla
- Brea
- Quimilioj

Segunda sección
- Canteros
- Laguna
- San Antonio
- Piruas

## Sismicidad
La sismicidad del área de Santiago del Estero es frecuente y de intensidad baja, y un silencio sísmico de terremotos medios a graves cada 40 años.
El 4 de julio de 1817 (207 años), sismo de 1817 de 7,0 Richter, con máximos daños reportados al centro y norte de la provincia, donde se desplomaron casas y se produjo agrietamiento del suelo, los temblores duraron alrededor de una semana. Se estimó una intensidad de VIII grados Mercalli. Hubo licuefacción con grandes cantidades de arena en las fisuras de hasta 1 m de ancho y más de 2 m de profundidad. En algunas de las casas sobre esas fisuras, el terreno quedó cubierto de más de 1 dm de arena.
Aunque la actividad geológica ocurre desde épocas prehistóricas, el sismo del 20 de marzo de 1861 (163 años) señaló un hito importante dentro de la historia de eventos sísmicos argentinos ya que fue el más fuerte registrado y documentado en el país. A partir del mismo la política de los sucesivos gobiernos provinciales y municipales han ido extremando cuidados y restringiendo los códigos de construcción. Pero solo con el terremoto de San Juan de 1944 del 15 de enero de 1944 (81 años) los Estados provinciales tomaron real estado de la gravedad sísmica de la región.